# Калверт, Скиллони
Скиллони Калверт (англ. Schillonie Calvert; род. 27 июля 1988 года, приход Сент-Джеймс, Ямайка) — ямайская бегунья, призер ОИ-2012, чемпион мира в эстафете 4×100 м 2013 года.
В 2012 году отбираясь в Олимпийскую сборную Ямайки на Олимпийские игры в Лондоне. На играх заявляется в эстафетную команду 4×100 метров пятой-запасной бегуньей, принимает участие в полуфинальном забеге олимпиады, однако тренерским решением на финальный забег не заявляется. Несмотря на неучастие в финале, в котором команда Ямайки занимает второе место, получает серебряную награду игр. В 2013 году на чемпионате мира в Москве в составе эстафетной команды выигрывает золотые награды.